# Gesine Palmer
Gesine Palmer (geboren am 28. Januar 1960 in Strukdorf, Schleswig-Holstein) ist eine deutsche Theologin, Autorin und Journalistin.

## Leben
Gesine Palmer ist das dritte von sechs Kindern des evangelischen Pfarrers Helmut Palmer. Nach dem Abitur (1987 am Johanneum in Lüneburg) und einem Freiwilligen Sozialen Jahr studierte Palmer ab 1979 Pädagogik, Evangelische Theologie, Judaistik, Allgemeine Religionsgeschichte und Philosophie in Lüneburg, Hamburg und Berlin. 1987/88 verbrachte sie ein Studienjahr an der Hebrew University in Jerusalem.  1992 schloss sie ihre Studien an der Freien Universität Berlin mit einem Magister in Evangelischer Theologie und Judaistik ab. 1996 erlangte sie mit einer unter Anleitung von Carsten Colpe entstandenen Arbeit über John Toland den Dr. phil. an der FU Berlin im Fach Historische Theologie. Der Titel der Dissertation lautete Ein Freispruch für Paulus. John Tolands Theorie des Judenchristentums. 
An der Freien Universität Berlin lehrte sie von 1995 bis 2001 am Fachgebiet Allgemeine Religionsgeschichte des Instituts für Evangelische Theologie (Gollwitzer-Haus). Von 2003 bis 2006 arbeitete sie an der Forschungsstätte der Evangelischen Studiengemeinschaft in Heidelberg im Projekt Religion und Normativität. 
Gesine Palmer war Lehrbeauftragte an diesen (Fach)-Hochschulen: FU Berlin, Universität Potsdam, Universität Heidelberg, Universität Luzern, Evangelische Fachhochschule für Sozialarbeit und Sozialpädagogik Berlin, Hochschule für Graphik und Buchkunst Leipzig. Sie arbeitet für verschiedene Redaktionen (Ästhetik und Kommunikation, freie Mitarbeit für das Politische Feuilleton im Deutschlandradio Kultur).
2004 war Palmer Mitgründerin der Internationalen Franz Rosenzweig Gesellschaft, seit 2005 ist sie Redakteurin der Zeitschrift der Gesellschaft (Rosenzweig Jahrbuch), seit 2012 auch Mitglied des wissenschaftlichen Beirats.
Seit 2007 ist Gesine Palmer Mitglied der Deutsch-Israelischen Gesellschaft (DIG), von 2008 bis 2012 war sie im Vorstand der DIG in Berlin/Potsdam, dem sie seit 2014 wieder angehört.
Palmer ist geschieden und hat zwei Kinder (geboren 1990 und 1992).

## Veröffentlichungen

### Literarische Texte
- Achilles. Ein Roman von Heldentum und Wahnsinn. (Band 1, Seestück, ISBN 978-3-84422617-1, Bd. 2, Festungsstück, ISBN 978-3-84422086-5, Bd. 3, Brückenstück, ISBN 978-3-84423952-2, Bd. 4, Erdstück, ISBN 978-3-84423951-5, Bd. 5, Materialien und Quellen, ISBN 978-3-84425511-9)
- Der Tausch. Eine Elegie in Prosa. Auszüge in: Akzente. 2/2010, seit 2012: Print on Demand: ISBN 978-3-8442-2615-7, E-Book: ISBN 978-3-8442-1797-1.
- We Do Not Accept Fallen Maidens Here. In: Fallen/Fallen, Hans-Jörg Pochmann, Gian-Philip Andreas. (Abschlussarbeit von Hans-Jörg Pochmann an der Hochschule für Graphik und Buchkunst in Leipzig 2011, in dieser Form ausgezeichnet mit dem Förderpreis für junge Buchgestaltung 2012).

### Monografien
- Apokalyptische Müdigkeit Und Die Hure im Buch Jecheskel Reihe Ha’Atelier. Nr. 4. Hrsg. von Almut Bruckstein. Berlin 2002.
- Ein Freispruch für Paulus. John Tolands Theorie des Judenchristentums. Mit einer zweisprachigen Ausgabe von John Tolands „Nazarenus“ besorgt von Claus-Michael Palmer. Verlag Institut Kirche und Judentum, ANTZ 7, Berlin 1996.

### Editionen
- Religion und Politik. Die Idee des Messianischen in Philosophien, Theologien und Religionswissenschaften des zwanzigsten Jahrhunderts. Mit Thomas Brose (FEST/Reihe: Religion und Aufklärung.) Mohr Siebeck, Tübingen 2012.
- Von der Couch zum Coach. Mit Sigrun Anselm für: Heftredaktion der Nr. 156 von Ästhetik und Kommunikation. Herbst 2012.
- Fragen nach dem einen Gott. Die Monotheismusdebatte im Kontext. FEST/Reihe: Religion und Aufklärung. Mohr Siebeck, Tübingen 2007.
- Mutterkonzepte. Als Gastherausgeberin gemeinsam mit Barbara Naumann für Figurationen. No. 01/06 Böhlau, Köln / Weimar / Wien 2006.
- Der Protestantismus, Ideologie, Konfession oder Kultur? Gemeinsam mit Richard Faber. Königshausen und Neumann, Würzburg 2003.
- Innerlich bleibt die Welt eine. Texte von Franz Rosenzweig zum Islam. Mit Yossef Schwartz. Philo, Berlin 2003.
- Zweistromland von Franz Rosenzweig. Philo, Berlin 2001.
- Torah – Nomos -Ius. Abendländischer Antinomismus und der Traum vom herrschaftsfreien Raum. Mit Renate Haffke, Dorothee C. von Tippelskirch, Christiane Nasse. (Vorwerk 8) Berlin 1999.
- Tradition und Translation. Zum Problem der interkulturellen Übersetzbarkeit religiöser Phänomene. Mitherausgeberin. de Gruyter, Berlin / New York 1994.
- Carsten Colpe: Kleine Schriften. Mitherausgeberin. de Gruyter, Berlin 1993.[4]